# Нью-Плімут
39°04′00″ пд. ш. 174°05′00″ сх. д. / 39.06667° пд. ш. 174.08333° сх. д.
Нью-Плімут або Нґамоту (англ. New Plymouth, маорі: Ngāmotu) — місто у Новій Зеландії, розташоване на західному узбережжі Північного острову. Місто назване на честь міста Плімут в Англії.
Округ Нью-Плімут включає також кілька невеликих поселень навколо міста. Населення міста — 45 тис. осіб, округу — 69 тис. осіб, площа округу — 2324 км².
Місто є центром економічної активності навколишнього району, що включає сільське господарство (особливо молочне тваринництво), видобуток нафти і природного газу та фінанси.
Торговий пост на місці міста був встановлений 1828 року. Постійне поселення було засновано 1841 року.

## Клімат
Місто знаходиться у зоні, котра характеризується морським кліматом. Найтепліший місяць — лютий із середньою температурою 17.2 °C (63 °F). Найхолодніший місяць — липень, із середньою температурою 9.4 °С (49 °F).
| Клімат Нью-Плімута      | Клімат Нью-Плімута | Клімат Нью-Плімута | Клімат Нью-Плімута | Клімат Нью-Плімута | Клімат Нью-Плімута | Клімат Нью-Плімута | Клімат Нью-Плімута | Клімат Нью-Плімута | Клімат Нью-Плімута | Клімат Нью-Плімута | Клімат Нью-Плімута | Клімат Нью-Плімута | Клімат Нью-Плімута |
| Показник                | Січ.               | Лют.               | Бер.               | Квіт.              | Трав.              | Черв.              | Лип.               | Серп.              | Вер.               | Жовт.              | Лист.              | Груд.              | Рік                |
| Абсолютний максимум, °C | 28                 | 30                 | 27                 | 28                 | 22                 | 20                 | 21                 | 18                 | 21                 | 23                 | 25                 | 27                 | 30                 |
| Середній максимум, °C   | 21                 | 21                 | 20                 | 18                 | 16                 | 13                 | 12                 | 13                 | 14                 | 16                 | 17                 | 20                 | 17                 |
| Середня температура, °C | 16                 | 17                 | 16                 | 14                 | 12                 | 9                  | 9                  | 9                  | 10                 | 12                 | 13                 | 16                 | 13                 |
| Середній мінімум, °C    | 12                 | 13                 | 12                 | 11                 | 8                  | 6                  | 6                  | 6                  | 7                  | 9                  | 10                 | 12                 | 10                 |
| Абсолютний мінімум, °C  | 4                  | 5                  | 3                  | 1                  | 0                  | −1                 | −1                 | −1                 | 0                  | 1                  | 1                  | 2                  | −1                 |
| Норма опадів, мм        | 110                | 100                | 90                 | 110                | 150                | 150                | 160                | 140                | 120                | 130                | 120                | 110                | 1530               |
| Днів з дощем            | 9                  | 9                  | 11                 | 12                 | 13                 | 12                 | 13                 | 12                 | 11                 | 12                 | 11                 | 9                  | 139                |
| Вологість повітря, %    | 81                 | 78                 | 80                 | 80                 | 82                 | 82                 | 82                 | 82                 | 82                 | 83                 | 80                 | 80                 | 81                 |
| ----------------------- | ------------------ | ------------------ | ------------------ | ------------------ | ------------------ | ------------------ | ------------------ | ------------------ | ------------------ | ------------------ | ------------------ | ------------------ | ------------------ |
| Джерело: Weatherbase    |                    |                    |                    |                    |                    |                    |                    |                    |                    |                    |                    |                    |                    |

## Відомі люди
В поселенні народився:
- Трубі Кінг (1858—1938) — новозеландський реформатор системи соціального захисту дітей.